# Адидже
А́дидже (итал. Adige, устар. Эч, Адиж нем. Etsch, вен. Àdexe', романш. Adisch, ладинск. Adesc, лат. Athesis) — река в Северной Италии протяжённостью 410 км при площади бассейна 14 700 км². В некоторых источниках описывается как Адиж или Эч.

## Описание
Средний расход воды — 266 м³/с. На Адидже расположены города Тренто и Верона. Крупнейшие притоки — Изарко и Авизио (левые); основной правый приток — Ноче. Судоходна на 350 км от устья.
Протекает в Альпах, а в нижнем течении — по Паданской равнине, впадает в Адриатическое море, образуя общую дельту с рекой По. Стратегическое значение реки принесло ей историческую известность; её берега являлись свидетелями многих военных событий, некоторые из которых оказали решающее влияние на судьбу всей Италии.
На Адидже расположены ГЭС. В Вероне на берегу Адидже находится достопримечательности — замок Кастельвеккио, мост Скалигеров и Понте Пьетра.
К северу от Адидже лежит германоязычный Южный Тироль, до 1918 года входивший в состав Австро-Венгрии. В качестве южного предела Германии река Эч упоминается в «Песни немцев» («Германия, Германия превыше всего…») наряду с Маасом, Мемелем и Малым Бельтом.